# Thomas Wolfgang Puechenegger
Thomas Wolfgang Puechenegger (* um 1611 in Klosterneuburg; † 28. Mai 1674 in Wien) war ein österreichischer Jurist und Bürgermeister von Wien (1654 bis 1655).

## Leben und Wirken
Thomas Wolfgang Puechenegger wurde um das Jahr 1611 in Klosterneuburg geboren. Er absolvierte die Universität Wien und war in weiterer Folge als Jurist tätig. Am 22. November 1639 heiratete er eine Anna Sophie, die am 21. Mai 1655, während seiner Amtszeit als Wiener Bürgermeister, starb. Als Bürgermeister war Puechenegger von 1654 bis 1655 im Amt und wurde 1656 durch Johann Georg Dietmayr abgelöst. Am 28. Mai 1674 starb Puechenegger in Haus an der heutigen Schulerstraße 24 im heutigen 1. Wiener Gemeindebezirk Innere Stadt. Seine Enkelin war Maria Anna von Puechenegg, Tochter von Wolfgang Bernhard von Puechenegg und Maria Magdalena Puechenegg, geborene Gerstenbrand, die am 3. Dezember 1712 Josef Hartmann, ebenfalls Jurist und ein späterer Bürgermeister Wiens, heiratete.